# Spełzywanie

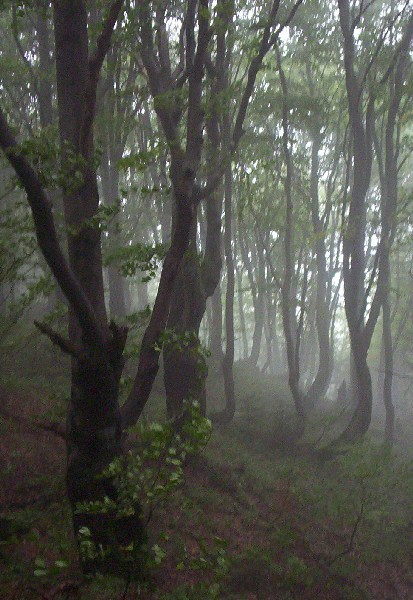
Charakterystycznie wygięte przy ziemi pnie świadczą o spełzywaniu, Bieszczady

Spełzywanie (pełzanie) – najwolniejsze geologiczne ruchy masowe. Jest to powolne przemieszczanie się wierzchniej warstwy stoku, czasem prawie niezauważalne w początkowym etapie.
W zależności od rodzaju materiału na powierzchni, mówi się o spełzywaniu gleby lub spełzywaniu skały. Tempo poruszania się materiału pełzającego jest tym mniejsze, im głębiej się on znajduje; na pewnej głębokości ruch całkowicie ustaje. W rezultacie nie dochodzi do odsłonięć powierzchni podstawy skalnej. Tempo spełzywania jest na tyle niskie i jednostajne, że nie uszkadza pokrywy darniowej terenu.
Głównym motorem spełzywania jest odsuwanie się cząstek warstwy powierzchniowej w czasie rozszerzania (np. po nasączeniu wodą) w kierunku prostopadłym do stoku, a następnie pionowe opadanie przy kurczeniu (np. wysychanie). W rezultacie każdy cykl rozszerzanie-kurczenie powoduje drobne przesunięcie cząstek w dół stoku o odległość tym większą, im bliżej powierzchni znajduje się cząstka.
Spełzywanie można podzielić na regresywne (postępujące w górę stoku) i progresywne (postępujące w dół stoku).
Widocznym skutkiem spełzywania jest pochylenie płotów i słupów, a także drzew, które wyrastają z ziemi w kierunku spadku stoku i mają łukowato wygięte w kierunku pionu pnie, w bardziej skrajnych wypadkach mogą być to: pęknięcia na ścianach budynków, ewentualnie odkrycie korzeni, zasypywanie dróg w dolinach itp.